# Floridsdorf (Wien)
Floridsdorf ( [ˈflɔːʀɪʦˌdɔʁf] ?) er den 21. af Wiens 23 bydele (bezirke).
48°17′00″N 16°24′44″Ø / 48.28333°N 16.41222°Ø